# Odorheiu Secuiesc
Odorheiu Secuiesc (rumänisch umgangssprachlich Odorhei; deutsch Oderhellen, ungarisch Székelyudvarhely) ist eine Stadt im Kreis Harghita in der Region Siebenbürgen in Rumänien.
In dialektischen Varianten wird die Stadt auch manchmal Odderhällen oder Hofmarkt genannt.

## Geographische Lage
Odorheiu Secuiesc liegt östlich des Siebenbürgischen Beckens, in den Westausläufern des Harghita-Gebirges (Munții Harghita), eines Gebirgszugs der Ostkarpaten. An der Mündung des Baches Sărat in den Oberlauf der Târnava Mare, der Bahnstrecke Vânători–Odorheiu Secuiesc und dem Drum național 13A, liegt die Stadt etwa 50 Kilometer südwestlich von der Kreishauptstadt Miercurea Ciuc (Szeklerburg) entfernt.

## Geschichte
Odorheiu Secuiesc ist das kulturelle Zentrum des Szeklerlandes. Die erste urkundliche Erwähnung der Stadt erfolgte im Jahr 1330 in einem päpstlichen Pflichtregister, besiedelt ist die Gegend aber schon seit der Steinzeit. Die Burg Udvarhely („Hofstelle“) ist seit dem 13. Jahrhundert das Zentrum der Szekler im Westen des Harghita-Gebirges.
Im August 2005 waren Odorheiu Secuiesc und einige umliegende Dörfer von schweren Überschwemmungen betroffen.

## Demografie
| 1850 | 4.789  | 117   | 4.355  | 71  | 246              |
| 1920 | 11.554 | 211   | 11.015 | 154 | 174              |
| 1941 | 13.550 | 52    | 13.311 | 130 | 57               |
| 1977 | 28.738 | 866   | 27.688 | 47  | 137              |
| 1992 | 39.959 | 837   | 38.937 | 39  | 146              |
| 2002 | 36.948 | 1.077 | 35.357 | 25  | 489              |
| 2011 | 34.257 | 861   | 31.665 | 9   | 1.722 (509 Roma) |
| 2021 | 31.335 | 721   | 27.351 | 10  | 3.253 (495 Roma) |

## Sehenswürdigkeiten
- Die Jesus-Kapelle stammt nicht wie angenommen aus dem 13. Jahrhundert, sondern aus dem 16. Jahrhundert.[3] Es handelt sich um eine Vierpass-Kirche und damit um ein seltenes Denkmal romanischen Stils in Siebenbürgen. Die Kapelle steht unter Denkmalschutz.[5]
- Haáz Rezsõ Museum
- Wissenschaftliche Bibliothek, die Grundlagen konnten aus Buchspenden von Fürst Apafi Mihály und seinem Kanzler, dem Schulgründer Bethlen János, gelegt werden.
- Zahlreiche Gebäude in den Straßen Bethlen Gábor, Cetății, Kossuth Lajos und Tompa László, im 18. und 19. Jahrhundert errichtet, stehen unter Denkmalschutz.[5]

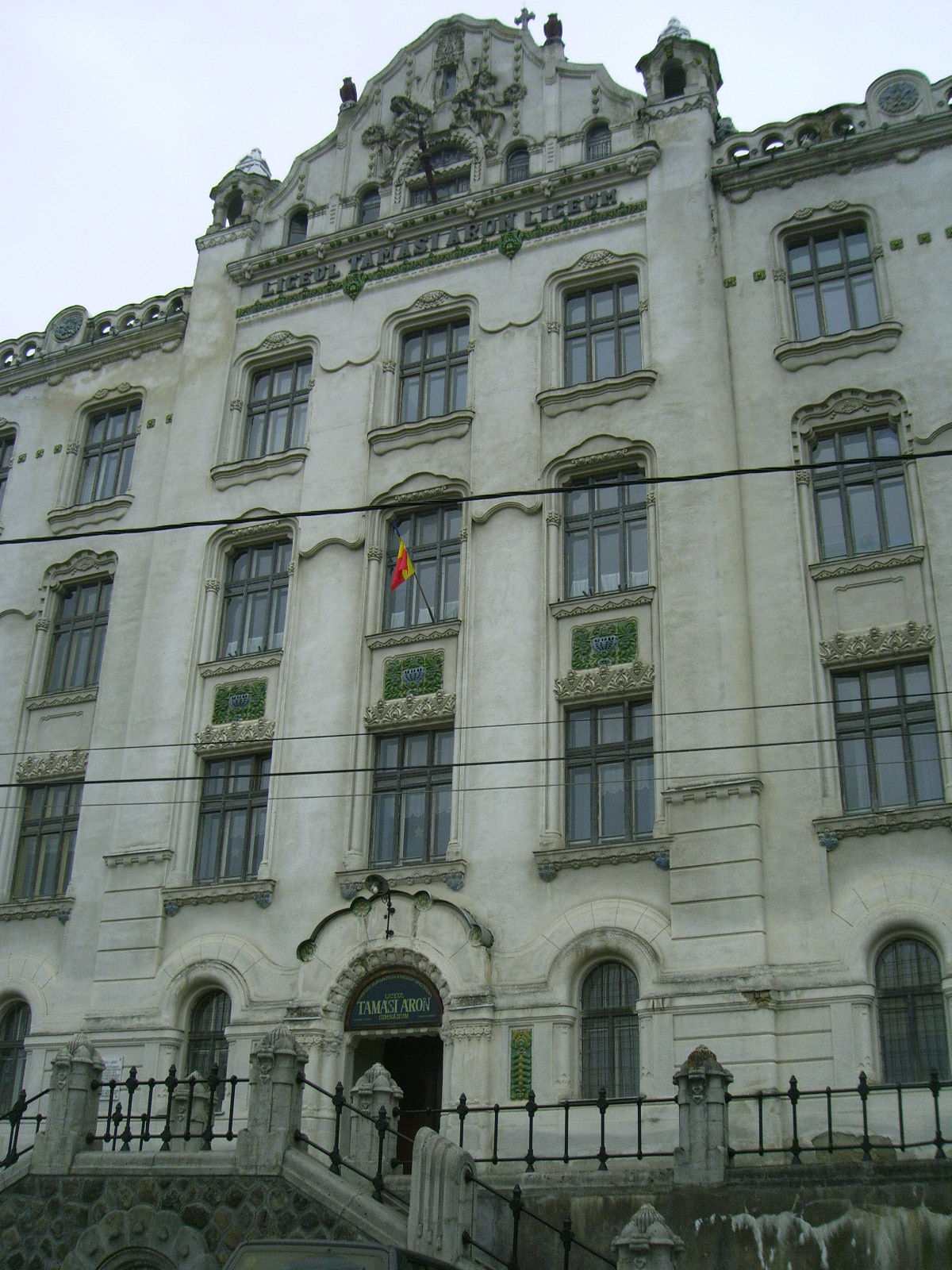
Das Tamasi-Aron-Lyzeum
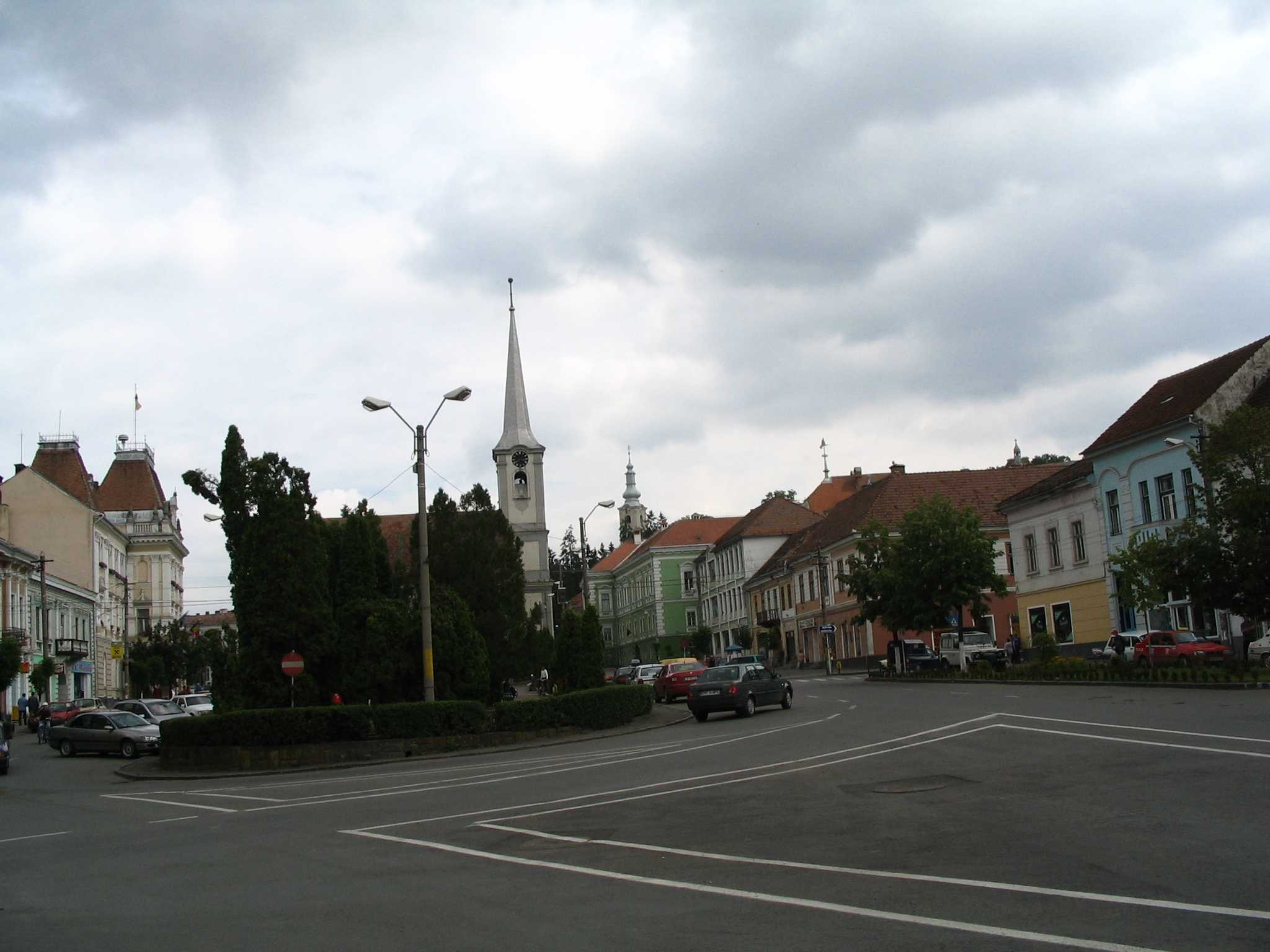
Stadtzentrum
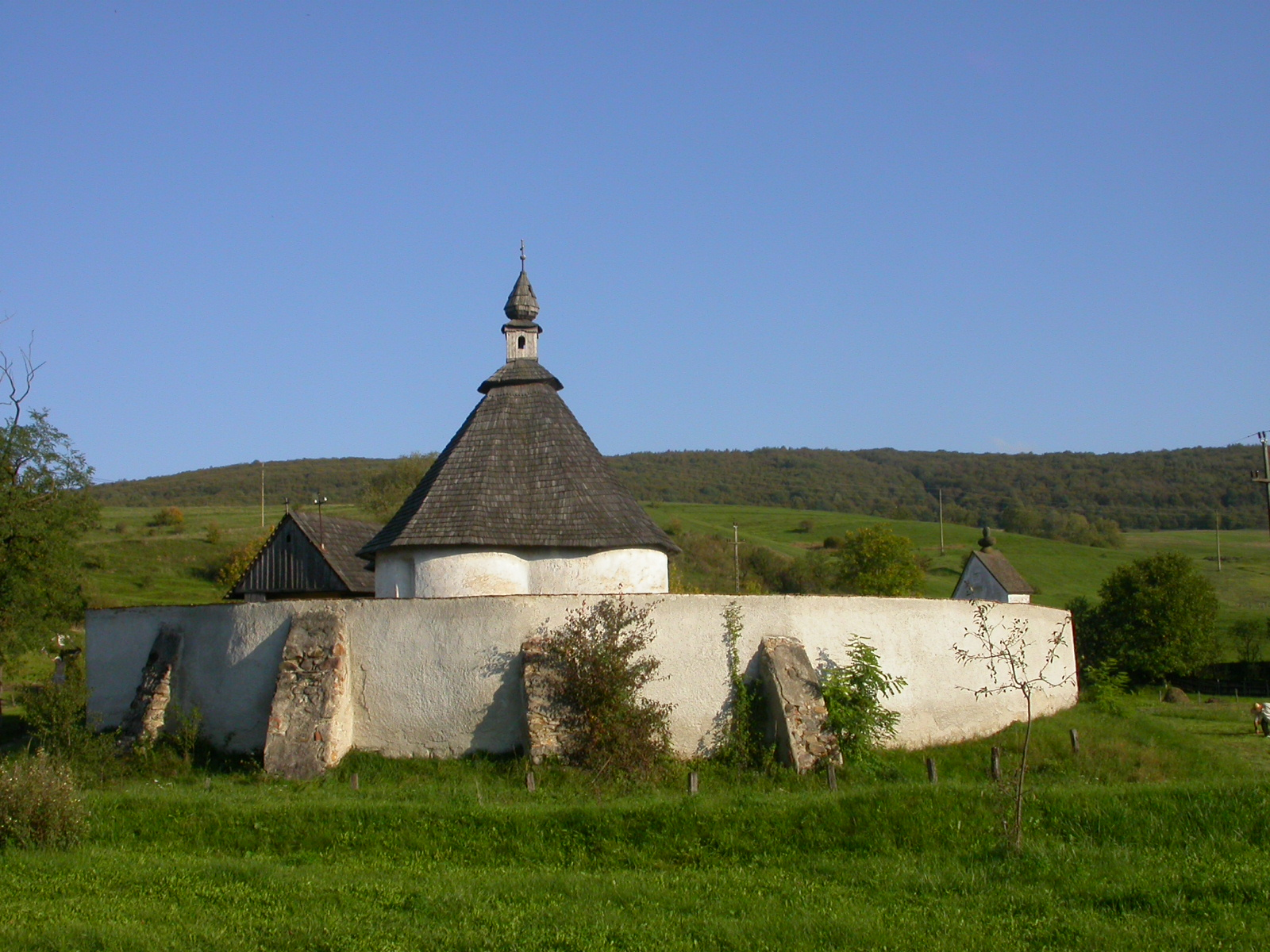
Jesuskapelle

## Sport
Der HC Odorheiu Secuiesc spielt seit 2007 in der ersten rumänischen Handball-Liga.

## Partnerstädte
Odorheiu Secuiesc pflegt Partnerschaften mit der serbischen Stadt Subotica, der slowakischen Stadt Dunajská Streda, den ungarischen Ortschaften Barcs, Békéscsaba, Cegléd, Hajdúdorog, Keszthely, Tatabánya, Tihany, Törökbálint, Vác und den Budapester Bezirken Budavár und Soroksár.

## Persönlichkeiten
- Gábor Ugron (1847–1911), Politiker und Reichstagsabgeordneter
- Endre Rajk (1899–1960), faschistischer Politiker
- László Rajk (1909–1949), kommunistischer Politiker
- Éva H. Balázs (1915–2006), Historikerin und Hochschullehrerin
- Cornelia Tăutu (1938–2019), Redakteurin und Filmkomponistin
- Péter Eötvös (1944–2024), Komponist und Dirigent
- Zoltan Fejer-Konnerth (* 1978), Tischtennis-Nationalspieler